# ヒッカムの格言
ヒッカムの格言（ヒッカムのかくげん、英: Hickam's dictum）は、医学界におけるオッカムの剃刀の使用に対する反論である。 オッカムの剃刀は「最も単純な説明が最も可能性が高い」というものであり、医学界では診断者は複数の症状に対して単一の原因を想定すべきである事を示唆しているが、それに対するヒッカムの格言の一つの形は次のようなものである。
人は嫌になるほど多くの病気を持つ事が出来る。
この原則は、ジョン・ヒッカム（John Hickam）によるものとされているが、いつ頃からこのようなことを言い始めたのかは不明である。1946年当時、ヒッカムはアトランタのグレイディ記念病院で病棟医を勤めていた。1950年代にデューク大学の教員となり、その後1958年から1970年までインディアナ大学の医学会長を務めた。1970年に55歳で死去した。